# Miss Turismo Universo
Miss Turismo Universo es un concurso de belleza femenina que se celebra anualmente en Beirut, capital de Líbano. La ganadora tiene como objetivos ser la vocera de los llamados de conciencia para el cuidado y el rescate del Turismo y diversos campos ambientales del mundo entero. Cada concursante representa únicamente a su país o territorio de origen y la ganadora del título lo lleva por un periodo de alrededor de un año. La actual poseedora del título es  Maurieth Cubillán   de Venezuela.

## Historia
Miss Turismo Universo es un concurso de belleza femenino que comenzó oficialmente en el año 2014 con la participación de más de 25 candidatas de diferentes países y territorios del mundo en el Casino Du Liban de la ciudad de Beirut. El evento es propiedad de Style Models & Events Management y de su presidente Elie Nahas; el evento fue transmitido en vivo por MTV Lebanon (Murr Television).

## Países ganadores del Miss Turismo Universo
- Nota: Ganadoras según referencias del concurso.

| Año   | País      | Miss Turismo Universo | Ciudad y País Anfitrión |
| ----- | --------- | --------------------- | ----------------------- |
| 2014. | Venezuela | Ninoska Vásquez       | Beirut, Líbano          |
| 2015. | Rumania   | Teodora Dan           | Beirut, Líbano          |
| 2016. | Irak      | Saba Moubarak         | Joünié, Líbano          |
| 2017. | Venezuela | Alexandra Meza        | Beirut, Líbano          |
| 2018. | Venezuela | Ana Cáceres           | Beirut, Líbano          |
| 2019. | Serbia    | Ivana Trkulja         | Beirut, Líbano          |
| 2020. | Líbano    | Suzana Khaled         | Beirut, Líbano          |
| 2021. | Ucrania   | Rimma Badun           | Beirut, Líbano          |
| 2022. | Venezuela | Fernanda González     | Beirut, Líbano          |
| 2023. | Brasil    | Stela Savino          | Beirut, Líbano          |
| 2024. | Venezuela | Maurieth Cubillán     | Beirut, Líbano          |

## Ranking de países y territorios ganadores
| País/Territorio | Títulos | Años Ganados                 |
| --------------- | ------- | ---------------------------- |
| Venezuela       | 5       | 2014, 2017, 2018, 2022, 2024 |
| Brasil          | 1       | 2023                         |
| Ucrania         | 1       | 2021                         |
| Líbano          | 1       | 2020                         |
| Serbia          | 1       | 2019                         |
| Irak            | 1       | 2016                         |
| Rumania         | 1       | 2015                         |

## Relación con otros concursos de belleza
- Venezuela - Ninoska Vásquez, Miss Turismo Universo 2014, participó en el Miss Tierra 2017 quedando entre las 8 semifinalistas.[14]
- Rumania - Teodora Dan, Miss Turismo Universo 2015, participó en el Miss Universo 2016 donde no logró clasificar.[15]
- Venezuela - Alexandra Meza, Miss Turismo Universo 2017, ganó el Miss Summer Internacional 2010.[16]
- Ucrania - Rimma Badun, Miss Turismo Universo 2021, participó en el Queen of Eurasia 2018 donde resultó segunda finalista,[17] compitió en el Miss Super Globe 2018 quedando entre las doce semifinalistas,[18] en el año 2019 obtuvo la banda de Super Model en el Miss World Noble Queen 2019[19] y en ese mismo año fue finalista del Miss World Next Top Model 2019[20]